# 奧利沙尼齊亞
49°39′55″N 30°37′27″E / 49.66528°N 30.62417°E
奧利沙尼齊亞（烏克蘭語：Ольшаниця）是位於烏克蘭北部的村莊，由基辅州白采爾克瓦區的羅基特內市鎮負責管轄。該村始建於1115年，面積50平方公里，海拔高度138米，人口2,493，人口密度每平方公里49.9人。